# Articolazione acromioclavicolare
L'articolazione acromioclavicolare, o acromion-clavicolare, è un'articolazione fra l'estremità laterale della clavicola e l'acromion scapolare. È frequentemente soggetta a traumi e lussazioni. Consente movimenti di scivolamento della clavicola e rotazione della scapola.

## Struttura
L'articolazione acromioclavicolare è formata da due faccette ossee rivestite di cartilagine (e da una capsula articolare rinforzata dai legamenti acromio-clavicolari).
Si tratta di un'artrodia talvolta doppia, la cui capsula articolare risulta essere divisa in due da un disco fibrocartilagineo.

### Legamenti
I principali legamenti a distanza sono il legamento coraco-clavicolare che dal processo coracoideo della scapola si diparte in due fasci, il legamento conoide e il legamento trapezoide, che trovano attacco sulla clavicola, rispettivamente sul tubercolo conoide e sulla linea trapezoidea. Spesso è presente il legamento coraco-clavicolare interno o legamento bicorne di Caldani, che si porta dalla porzione postero-superiore del processo coracoideo della scapola alla faccia inferiore della clavicola e sulla prima costa.
I legamenti acromioclavicolari, i quali rafforzano la capsula articolare, si distinguono in:
- Legamento acromioclavicolare superiore, teso tra la parte superiore dell'estremità laterale della clavicola e la parte superiore della faccia articolare dell'acromion (cioè la faccia mediale dell'acromion); è composto da fibre parallele, che si intrecciano con le aponeurosi del trapezio e deltoideo; sotto, è in contatto con il disco articolare quando è presente.
- Legamento acromioclavicolare inferiore, che congiunge le parti inferiori delle facce articolari coinvolte nell'articolazione acromioclavicolare.

### Variabilità
Dai dati estrapolati da uno studio a raggi X su 100 spalle di soldati americani si è potuta osservare una certa variabilità nelle dimensioni e nella forma delle superfici articolari. In alcuni soggetti le superfici sono separate da un menisco attaccato al legamento acromioclavicolare superiore. Questo menisco può essere una lamina di fibrocartilagine o un disco completo che divide l'articolazione in due parti. In altri soggetti non è presente un'articolazione sinoviale ma un cuscinetto di tessuto fibroso attaccato all'estremità esterna della clavicola senza cavità articolare.

## Funzione
L'articolazione acromioclavicolare è responsabile del movimento di sollevamento del braccio sopra la testa. Aiuta il movimento della scapola con conseguente rotazione del braccio.

## Patologia
Una lesione comune all'articolazione acromioclavicolare è la dislocazione. Questa è diversa dalla dislocazione della spalla, che si riferisce alla dislocazione dell'articolazione gleno-omerale. La dislocazione della articolazione acromioclavicolare è particolarmente comune nei giocatori di sport come l'hockey su ghiaccio, il calcio, lo judo e il rugby, ed è anche un problema per chi pratica nuoto, equitazione, mountain bike, ciclismo, sci e skateboard.
Le dislocazioni articolari acromioclavicolari sono classificate da I a VI. La valutazione si basa sul grado di separazione dell'acromion dalla clavicola. Il grado I è un leggero spostamento dell'articolazione con il legamento parzialmente lacerato. Ha una separazione minore di 4 mm. Il grado II è una dislocazione parziale dell'articolazione con una parziale rottura del legamento coracoclavicolare. La distanza è maggiore di 5 mm. I gradi I e II non richiedono mai l'intervento chirurgico e guariscono da soli, sebbene possa essere necessaria terapia fisica. Il grado III è dato da una completa rottura dei legamenti. Queste lesioni spesso non richiedono un intervento chirurgico e in genere la funzionalità della spalla torna alla normalità dopo 16-20 settimane. Tuttavia, si possono verificare deformità fisiche a livello della spalla, come un rigonfiamento dovuto alla dislocazione della clavicola. I gradi IV-VI sono complicazioni delle dislocazioni "standard" che coinvolgono uno spostamento della clavicola e quasi sempre richiedono un intervento chirurgico.

### Osteoartrite
L'osteoartrosi dell'articolazione acromioclavicolare non è rara. Può essere causata da un trauma precedente (artrosi secondaria) o si presenta come un disturbo degenerativo cronico spesso coesistente con un conflitto subacromiale.